# Where It’s At (альбом Дастина Линча)
Where It’s At — второй студийный альбом американского кантри-певца Дастина Линча. Он был выпущен 9 сентября 2014 года на лейбле Broken Bow Records. Микки Джек Коунс спродюсировал 12 из 15 песен, а Бретт Биверс и Люк Вутэн выступили сопродюсерами трёх из 15. Линч стал соавтором пяти из пятнадцати треков альбома. Первый сингл альбома, «Where It’s At (Yep, Yep)», был выпущен на радио 31 марта 2014 года и стал его первым синглом номер один в чарте Country Airplay. Второй сингл альбома, «Hell of a Night», был выпущен на радио кантри 3 ноября 2014 года и стал вторым синглом номер один в чарте Country Airplay. Третий сингл альбома, «Mind Reader», был выпущен на радио 28 сентября 2015 года и стал третьим синглом номер один в чарте Country Airplay.
Альбом получил положительные отзывы критиков.

## История
Микки Джек Коунс спродюсировал 12 из 15 песен, а Бретт Биверс и Люк Вутэн выступили сопродюсерами трёх из 15. Линч стал соавтором пяти из пятнадцати треков альбома.

## Отзывы
| Оценки критиков | Оценки критиков |
| Источник        | Оценка          |
| --------------- | --------------- |
| AllMusic        | [ 1 ]           |

Альбом получил положительные отзывы критиков. Стивен Томас Эрлевайн из AllMusic отметил, что Линч написал или стал соавтором пяти из 15 треков, «наполнив все своим традиционным кантри-вокалом, но при этом работая в стильном поп-направлении, добавляя то тут, то там такие штрихи, как урбанистические биты, иногда трэш-гитару и даже нотки Motown, оставаясь при этом очень похожим на кантри».

## Коммерческий успех
Альбом дебютировал на 8 месте в чарте Billboard 200 и на 2 месте в чарте Top Country Albums с 31 000 проданных копий за первую неделю. По состоянию на май 2016 года альбом был продан в США в количестве 138 700 копий.

## Список композиций
Все треки спродюсированы Mickey Jack Cones, кроме треков 3, 10 и 14, спродюсированных Brett Beavers и Luke Wooten.
| №                   | Название                 | Автор(ы)                                  | Длительность |
| ------------------- | ------------------------ | ----------------------------------------- | ------------ |
| 1.                  | «Hell of a Night»        | Zach Crowell Adam Sanders Jaron Boyer     | 3:10         |
| 2.                  | «To the Sky»             | Dustin Lynch Ashley Gorley Crowell        | 3:25         |
| 3.                  | «Halo»                   | Gorley Matt Jenkins Jimmy Robbins         | 3:20         |
| 4.                  | «After Party»            | Steve Bogard Jonathan Edwards Jason Sever | 3:15         |
| 5.                  | «Where It's At»          | Cary Barlowe Crowell Jenkins              | 3:24         |
| 6.                  | «Mind Reader»            | Rhett Akins Ben Hayslip                   | 3:05         |
| 7.                  | «Right Where We Want It» | Marv Green Akins                          | 3:05         |
| 8.                  | «She Wants a Cowboy»     | Lynch Tim Nichols Josh Leo                | 3:08         |
| 9.                  | «Sing It to Me»          | Lynch Robbins Josh Osborne                | 3:19         |
| 10.                 | «All Night»              | Matt Ramsey Jenkins Trevor Rosen          | 2:57         |
| 11.                 | «World to Me»            | Matt Rogers Ash Bowers Adam Craig         | 3:29         |
| 12.                 | «Middle of Nowhere»      | Lynch Crowell Gorley                      | 3:51         |
| 13.                 | «What You Wanna Hear»    | Hayslip Akins Gorley                      | 3:31         |
| 14.                 | «Your Daddy's Boots»     | Lynch Leo Nichols                         | 3:50         |
| 15.                 | «American Prayer»        | Wendell Mobley Green Jim Collins          | 3:27         |
| Общая длительность: | Общая длительность:      | Общая длительность:                       | 50:16        |

## Чарты

### Еженедельные чарты
| Чарт (2014—2015)                   | Высшая позиция |
| ---------------------------------- | -------------- |
| Канада (Canadian Albums Chart)     | 23             |
| США (Billboard 200)                | 8              |
| США (Billboard Top Country Albums) | 2              |
| США (Billboard Independent Albums) | 3              |

### Годовые итоговые чарты
| Чарт (2014)                        | Позиция |
| ---------------------------------- | ------- |
| США Top Country Albums (Billboard) | 63      |
| США Independent Albums (Billboard) | 31      |
| Чарт (2015)                        | Позиция |
| США Top Country Albums (Billboard) | 55      |

### Синглы
| Год  | Сингл                      | Высшая позиция | Высшая позиция     | Высшая позиция | Высшая позиция | Высшая позиция |
| Год  | Сингл                      | US Country     | US Country Airplay | US             | CAN Country    | CAN            |
| ---- | -------------------------- | -------------- | ------------------ | -------------- | -------------- | -------------- |
| 2014 | «Where It’s At (Yep, Yep)» | 4              | 1                  | 42             | 4              | 67             |
| 2014 | «Hell of a Night»          | 7              | 1                  | 55             | 8              | 95             |
| 2015 | «Mind Reader»              | 8              | 1                  | 57             | 8              | —              |